# Silnice II/320
Silnice II/320 je silnice II. třídy, která vede z Přepych do Lible. Je dlouhá 13,5 km. Prochází jedním krajem a jedním okresem.

## Vedení silnice

### Královéhradecký kraj, okres Rychnov nad Kněžnou
- Přepychy (křiž. II/304, III/3201)
- Záhornice (křiž. III/3203, III/32114)
- Vojenice
- Voděrady (křiž. III/3201, III/3204)
- Uhřínovice (křiž. III/3205, III/3207)
- Lično (křiž. III/3209, III/3185, III/32010)
- Libel (křiž. II/321, III/32011)